# Leposternon scutigerum
Leposternon scutigerum — вид плазунів з родини амфісбенових (Amphisbaenidae). Ендемік Бразилії.

## Поширення і екологія
Leposternon scutigerum відомі з типової місцевості, розташованої в околицях міста Ріо-де-Жанейро. Вони живуть в атлантичних лісах.

## Збереження
МСОП класифікує цей вид як такий, що перебуває під загрозою зникнення. Leposternon scutigerum загрожує знищення природного середовища.